# Ove Ekelund (konstnär)
Ove Ekelund, även verksam under namnet Owe, född 1922 i Östra Ljungby, död 2010 i Örkelljunga, var en svensk konstnär. 
Han studerade vid privata målarskolor i Köpenhamn och Sverige samt under studieresor till Nederländerna, Frankrike, Grekland och Spanien. Han medverkade i samlingsutställningar på Liljevalchs konsthall, Kulturhuset i Stockholm, Helsingborgs museum, Lunds konsthall, Kulla Konst och  med Skånes konstförening på Malmö museum. Separat ställde han ut på bland annat Höganäs museum, Landskrona konsthall och i Biarritz i Frankrike. Hans konst består av ett romantiskt måleri med naturmotiv. Ekelund är representerad vid Helsingborgs museum, Statens konstråd samt i flera landsting och kommuner. 